# Janice Logan
Janice Logan (1915 - 1965) est une actrice américaine.

## Biographie
Elle est née en 1915 à Chicago. En 1935, elle est engagée par la Paramount. Elle a été mariée à Thomas Bell.

## Filmographie
- 1939 : Undercover Doctor
- 1939 : What a Life
- 1940 : Docteur Cyclope
- 1940 : Opened by Mistake
- 1944 : Hotel de verano
- 1944 : El as negro